# Shikra
De shikra (Tachyspiza badia) is een kleine roofvogel uit de familie van de havikachtigen (Accipitridae) die leeft in verscheidene delen van Azië en Afrika. De Afrikaanse vogels vertegenwoordigen mogelijk een aparte soort, maar meestal worden ze beschouwd als ondersoort van de shikra. Shikra’s gelijken sterk op de Chinese sperwer (Tachyspiza soloensis) en de sperwer (Accipiter nisus). Ze hebben een scherpe, uit twee noten bestaande schreeuw. Deze wordt vaak geïmiteerd door Drongo's (Dicruridae). Qua uiterlijk vertonen de vogels ook veel overeenkomsten met de Indische sperwerkoekoek (Hierococcyx varius).

## Algemene kenmerken
De shikra is een kleine roofvogel (26 tot 30 cm lang) en heeft, net zoals de meeste soorten uit zijn geslacht, korte afgeronde vleugels en een lange, smalle staart. Volwassen dieren hebben een witte onderkant en een grijze bovenkant. De mannetjes hebben een felrode iris; bij de vrouwtjes is deze eerder oranje. Vrouwtjes zijn groter dan mannetjes. Het geluid dat hij vaak produceert tijdens zijn vluchten, lijkt op een hoge kik-ki… kik-ki...

## Verspreiding
Van deze vogel bestaan zes ondersoorten. Er zijn twee ondersoorten in Afrika en vier in Azië. De morfologische verschillen tussen de ondersoorten van Afrika en Azië zijn zo groot dat opsplitsing in soorten in discussie is.
- Tachyspiza badia sphenurus (Senegal tot in Zuidwest-Arabië)
- T. b. polyzonoides (Kongogebied tot in het zuiden van Tanzania en Zuid-Afrika)
- T. b. cenchroides (Kaukasus tot in Midden-Azië en Noordwest-India)
- T. b. dussumieri (Midden-India en Bangladesh)
- T. b. poliopsis (Noord-India tot in Zuid-China en Indochina)
- T. b. badius (Zuidwest-India en Sri-Lanka)

## Ecologie
De shikra leeft in verschillende habitats, zoals bossen, landbouwgebieden en stedelijke gebieden. Ze worden meestal gezien in paren of solitair. Shikra’s voeden zich met kleinere vogels, eekhoorns, kleine reptielen en insecten. Men heeft waargenomen dat ijsvogels zich beschermen voor de shikra door onder water te duiken wanneer ze hem zien. Timalia’s zijn in staat om een shikra weg te jagen door er met veel soortgenoten tegelijk te gaan rondvliegen. Het broedseizoen in India duurt van maart tot juni. Het nest bestaat uit een platform dat met gras bedekt is. Zowel het mannetje als het vrouwtje helpen bij de bouw ervan. In het nest worden drie tot vier eieren gelegd, die na 18 tot 21 dagen uitkomen.

## Status
De shikra heeft een enorm groot verspreidingsgebied en daardoor alleen al is de kans op de status  kwetsbaar (voor uitsterven) uiterst gering. De grootte van de populatie is in 2015 geschat tussen de 500 duizend en 1 miljoen volwassen vogels en deze aantallen blijven stabiel. Om deze redenen staat de shikra als niet bedreigd op de Rode Lijst van de IUCN.